# Phare de Punta de Puntarenas
Le phare de Punta de Puntarenas (en espagnol : Faro de Punta de Puntarenas) est un phare actif situé sur la rive nord-ouest du golfe de Nicoya dans la province de Puntarenas au Costa Rica. Il est géré par l'Autorité portuaire de Puntarenas.

## Histoire
Le phare est le plus ancien phare du Costa Rica . Il a été mis en service en 1856, et il a été inactif de nombreuses années avant 2014.

## Description
Ce phare est une tour métallique cylindrique, avec une galerie et une lanterne de 13 m de haut. La tour est peinte en bandes horizontales rouges et blanches et la lanterne est noire. Il émet, à une hauteur focale d'environ 17 m, deux brefs éclats blancs par période de 5 secondes. Sa portée est de 10 milles nautiques (environ 19 km).
Identifiant : ARLHS : COS-009 .
|          |
| Le phare |

|                    |
| Punta de puntrenas |

### Lien connexe
- Liste des phares du Costa Rica